# 陳萬善
陳萬善（1581年—？），字可一，號備我，直隸應天府高淳縣人，軍籍。

## 生平
辛巳四月初九日生，行二，治《易經》，由學生中式丁酉鄉試十九名舉人，年二十九歲中式萬曆三十八年庚戌科會試一百二十九名，第三甲第一百二名進士。通政司觀政，授浙江金華府金華縣知縣，四十年本省同考，四十四年行取留部，四十五年陞兵部武庫司主事。

## 家族
曾祖陳積；祖父陳霆暉；父陳九品，贈文林郎；母戴氏（贈孺人）；前母孔氏。永感下。兄時善（典史），弟達善（廩生）；瑞彩（武舉）。
子鳴岐（庠生）；鳴朝（庠生）；鳴京。